# Ankilizato (Ampanihy)
Pour les articles homonymes, voir Ankilizato.
Ankilizato est une commune urbaine malgache située dans la partie sud-est de la région d'Atsimo-Andrefana.